# Eriborus eutectonae
Eriborus eutectonae är en stekelart som beskrevs av Kusigemati 1988. Eriborus eutectonae ingår i släktet Eriborus och familjen brokparasitsteklar. Inga underarter finns listade i Catalogue of Life.